# Несвижский съезд консерваторов (1926)
Несвижский съезд консерваторов — съезд представителей «виленских консерваторов» 25 октября 1926 года в Несвиже во дворце Радзивиллов для встречи с Юзефом Пилсудским (1867—1935).
Причиной приезда Юзефа Пилсудского в Несвиж было желание посмертно наградить своего бывшего адъютанта, майора князя Станислава Радзивилла (1880—1920), погибшего во время польско-советской войны. Причиной визита маршала Юзефа Пилсудского в имение Радзивиллов, где для встречи с Пилсудским собрались представители «виленских консерваторов» (в том числе около 200 человек), было желание Пилсудского обрести союзников против польских «эндексов» после «майского переворота». организованной Пилсудским (1926 г.) и утверждением планов «санации» . Инициатива встречи исходила от Пилсудского, приехавшего в Несвиж поездом вместе со своими новоназначенными министрами Каролем Незабытовским (1865—1952) и Александром Мейштовичем (1864—1943), входившими в круг «виленских консерваторов».
Собрались лидеры «виленских консерваторов», представленные в основном местными аристократами и богатыми землевладельцами (из северо-восточных воеводств Второй Речи Посполитой (Польши) — бывших Виленской, Гродненской и Минской губерний Российской империи), придал встрече характер съезда местной аристократии. На встрече присутствовали такие видные деятели «виленских консерваторов», как князь Альбрехт Радзивилл (1885—1935), князь Януш Радзивилл (1880—1967), князь Евстафий Сапега (1881—1963), граф Ян Тышкевич (1896—1939)., граф Артур Потоцкий, граф Мариан Броэль-Плятер, граф Ежи Чапский (1861—1930), граф Эмерик Чапский (1897—1979), Александр Хаминский (1859—1937), Александр Мейштович (1864—1943), представитель Вильнюса Архиепископ Ромуальд Ялбжиковский, священник Валериан Мейштович, Людвик Хаминский (1890—1953), Кароль Незабытовский (1865—1952), Зигмунт Даманский и другие.
Однако в Несвиж не приехали князь Альгерд Чарторыйский (1888—1977), князь Здислав Любомирский (1865—1943), семья графов Замойских, граф Антоний Юндиль и другие. Эдвард Войнилович (1847—1928) был приглашен своими хорошими друзьями Радзивиллами из Несвижа на встречу с Юзефом Пилсудским, но Войнилович не пошел, потому что отошел от политической деятельности, не вступал в политические партии, был ограничен в деньгах и также критически относился к режиму «санации», установленному Пилсудским после «майского переворота» (1926 г.), прекращению судебного процесса по громким коррупционным делам, и, как он писал в своих мемуарах, не воздерживался от неприятная речь, так как в силу своего возраста и прежнего высокого положения ему пришлось бы говорить .
После того, как Юзеф Пилсудский прослушал мессу, возложил орден «Virtuti militari» IV степени на саркофаг с останками князя Станислава Радзивилла (1880—1920) в склепе-усыпальнице князей Радзивиллов в фарном костёле святого Божьего Тела в Несвиже, во дворце Радзивиллов состоялся торжественный обед. Князь Евстах Сапега (1881—1963) приветствовал Пилсудского от имени собравшихся, подчеркнув в своей речи, что он представляет как местных помещиков, так и их общественную организацию — Консервативную государственную организацию труда . Князь Евстах Сапега с особым удовольствием отметил, что на него произвело впечатление и местное происхождение маршала: «Наше отношение к вам, господин маршал, подкрепляется тем, что вы один из нас по крови и костям, вырос из нас и продолжаете сам, несмотря на странные перемены в судьбе твоей, знак кресского дворянина и ты не скрываешь этого знака, напротив, ты ясно его показываешь» . Сам Юзеф Пилсудский в ответ на внимание, теплый прием и одобрение произнес тост в честь «дома Радзивиллов».
Юзеф Пилсудский пробыл в Несвиже 12 часов (маршал уже был в Варшаве 26 октября), но визит имел большое значение для необходимого роста поддержки Пилсудского со стороны крупных и средних помещиков всего государства после « Майский переворот» (1926) . Станислав Мацкевич, редактор газеты «Слово», которая была официальным изданием «Вильнюсских консерваторов», извинился перед Юзефом Пилсудским, решительно выступал против коммунизма и считал СССР большой угрозой для Второй Речи Посполитой (Польши).
- Прибытие Юзефа Пилсудского поездом в Несвиж
- Юсеф Пилсудский с представителями рода Радзивиллов и другими гостями выходит на площадь Фарного костёла Святого Тела Божия в Несвиже
- Юзеф Пилсудский кладет орден «Virtuti Militari» IV степени на саркофаг с останками князя Станислава Радзивилла (1880-1920) в усыпальнице князей Радзивиллов в Фарном костёле Святого Тела Божия в Несвиже
- Юсеф Пилсудский за обедней в Фарном костёле Святого Тела Божия в Несвиже
- Торжественный ужин вильнюсских консерваторов и Юзефа Пилсудского во дворце Радзивиллов
- На страницах газеты «Слово» (№ 251, 1926 г.) визит Ю. Пилсудского в Несвиж во время съезда вильнюсских консерваторов 25 октября 1926 г. Страница 1.
- На страницах газеты «Слово» (№ 251, 1926 г.) визит Ю. Пилсудского в Несвиж во время съезда вильнюсских консерваторов 25 октября 1926 г. Стр. 2.
- Изображение на страницах газеты «Слово» (№ 251, 1926 г.) визита Юзефа Пилсудского в Несвиж во время съезда вильнюсских консерваторов 25 октября 1926 г. Стр. 3.